# الموسطة (تعز)
الموسطة هي إحدى قرى الجمهورية اليمنية. تتبع جغرافيا لمحافظة تعز وإداريًا لمديرية شرعب الرونة. يبلغ تعداد سكانها 2801 نسمة حسب الإحصاء الذي أجري عام 2004.